# Codeçoso
Codeçoso is een plaats (freguesia) in de Portugese gemeente Celorico de Basto en telt 503 inwoners (2001).

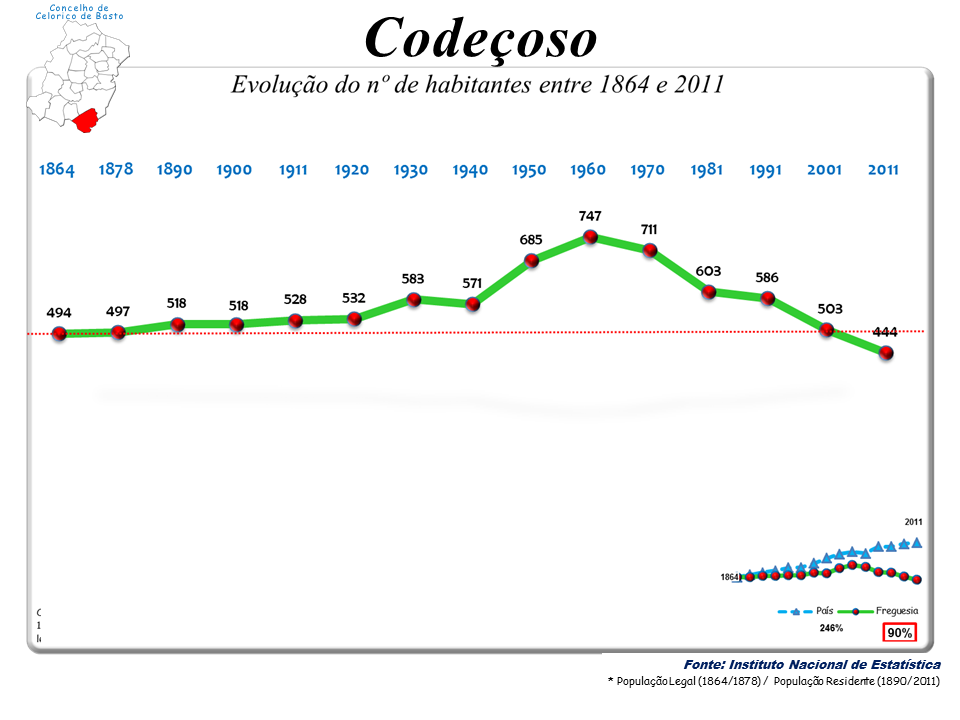
Bevolkingsontwikkeling tussen 1864 en 2011